# Culcasia obliquifolia
Culcasia obliquifolia är en kallaväxtart som beskrevs av Adolf Engler. Culcasia obliquifolia ingår i släktet Culcasia och familjen kallaväxter. Inga underarter finns listade.